# Арешидзе, Христофор Иосифович
Христофор Иосифович Арешидзе (груз. ქრისტეფორე იოსიფოვიჩ არეშიძე; 1906—1982) — советский и грузинский учёный в области нефтехимии, доктор химических наук (1958), профессор (1959), академик АН Грузинской ССР (1969). Лауреат Премии имени П. Г. Меликишвили АН Грузинской ССР (1974). Заслуженный деятель науки Грузинской ССР (1962).

## Биография
Родился 12 февраля 1906 года в селении Дгвриси, Грузия.
С 1924 года после окончания Горийского педагогического техникума, на педагогической работе в начальном учебном заведении.
С 1926 по 1931 год обучался на естественном отделении педагогического факультета Тбилисского государственного университета. В 1936 году окончил в аспирантуру Московского государственного университета по кафедре органической химии, а в 1958 году докторантуру Института органической химии АН СССР, ученик академика Н. Д. Зелинского.
С 1931 год на научно-педагогической работе в Тбилисском государственном университете в должностях: преподавателя, с 1959 года — профессор кафедры органической химии химического факультета. С 1941 года одновременно с педагогической занимался научно-исследовательской работой в Институте физической и органической химии имени И. Г. Меликишвили АН Грузинской ССР в качестве руководителя лаборатории нефтехимии.

### Научно-педагогическая деятельность и вклад в науку
Основная научно-педагогическая деятельность Х. И. Арешидзе была связана с вопросами в области нефтехимии, занимался исследованиями каталитического превращения алкилароматических углеводородов, циклоалканов и алкенов на синтетических и природных алюмосиликатах, так же исследованиями по составу разновидностей грузинских нефтей, им был предложил метод гидрирования жиров на разработанном им катализаторе и объяснён механизм образования сероводорода в нефтяных водах, газах и нефтях. Х. И. Арешидзе одним из первых в СССР включил синтетические цеолиты в каталитические процессы, результаты его исследований озвучивались на всесоюзных конференциях и международных симпозиумах по химии и технологии мономеров, химии нефти и катализу.
X. И. Арешидзе являлся — членом Научных советов Академии наук СССР по адсорбентам и по катализу, заместителем академика-секретаря Отделения химии и химической технологии АН Грузинской ССР, а так же председателем секции органической химии и членом Президиума грузинского республиканского правления Всесоюзного химического общества имени Д. И. Менделеева.
В 1936 году защитил кандидатскую диссертацию по теме: «Исследования палладиевого катализатора в реакциях дегидроциклизации парафиновых и гидрогенолиза циклопентановых углеводородов», в 1958 году защитил докторскую диссертацию на соискание учёной степени доктор химических наук по теме: «Исследование химической природы грузинских нефтей и контактных превращений алкенов, циклоалкенов, алканов и циклоалканов в присутствии гумбрина». В 1959 году ВАК СССР ему было присвоено учёное звание профессор. В 1961 году был избран член-корреспондентом, а в 1969 году — действительным членом АН Грузинской ССР.  Х. И. Арешидзе было написано более двухсот научных работ, в том числе трёх монографий и авторских свидетельств на изобретения, под его руководством было выполнено шесть докторских и двадцать кандидатских диссертаций.

## Основные труды
- Исследование химической природы грузинских нефтей и контактных превращений алкенов, циклоалкенов, алканов и циклоалканов в присутствии гумбрина. - Тбилиси, 1956. - 326 с.
- Исследование химической природы нефтей Грузии и контактных превращений углеводородов в присутствии гумбрина / Акад. наук Груз. ССР. Ин-т химии им. П. Г. Меликишвили. - Тбилиси : Изд-во Акад. наук Груз. ССР, 1960. - 233 с.
- Каталитические превращения сераорганических соединений на алюмосиликатах / Х. И. Арешидзе, М. К. Гаджиев ; АН ГССР. Ин-т физ. и орган. химии им. П. Г. Меликишвили. - Тбилиси : Мецниереба, 1974. - 180 с.
- Исследования в области химии нефти / Х. И. Арешидзе. - Тбилиси : Мецниереба, 1980. - 235 с.
- Исследования в области нефтехимического синтеза / Х. И. Арешидзе. - Тбилиси : Универсал, 2006. - 243 с. ISBN 99940-51-74-1
- Исследования в области органического катализа / Х. И. Арешидзе. - Тбилиси : Универсал, 2006. - 316 с. ISBN 99940-61-30-5[4]

## Награды и звания
- Орден Трудового Красного Знамени
- Заслуженный деятель науки Грузинской ССР (1962)
- Премия имени П. Г. Меликишвили АН Грузинской ССР (1974 — за цикл научных работ «Новые алюмосиликатные катализаторы в органических реакциях»)
- Почётная грамота Президиума Верховного Совета Грузинской ССР[2][3]